# Черников, Сергей Игнатьевич
Сергей Игнатьевич Черников (7 июня 1925 года, село Верхний Жёрновец, Малоархангельский уезд, Орловская губерния — 23 мая 1992 года, Канаш, Чувашская Республика, Российская Федерация) — советский работник железнодорожного транспорта, Герой Социалистического Труда (1966). Депутат Верховного Совета СССР 7 созыва.

## Биография
Родился 7 июня 1925 года в селе Верхний Жёрновец Орловской губернии в многодетной крестьянской семье. Окончил в родном селе восьмилетнюю школу.
После начала Великой Отечественной войны был эвакуирован в город Канаш Чувашской АССР. Окончил техническую школу трудовых резервов Казанской железной дороги и Муромское училище машинистов. После окончания обучения работал в Канашском локомотивном депо кочегаром. С декабря 1942 года стал работать помощником машиниста и машинистом тепловоза. Возглавлял бригаду машинистов, которая получила почётное звание Бригады коммунистического труда. В 1962 году был назначен машинистом-инструктором. На этой должности находился до 1980 года.
За выдающиеся трудовые достижения в развитии железнодорожного транспорта был удостоен в 1959 году звания Героя Социалистического Труда.
Был делегатом XXV съезда КПСС. Избирался депутатом канашского городского совета и Верховного Совета СССР 7-го созыва.

## Награды
- Герой Социалистического Труда — указом Президиума Верховного Совета СССР от 1 августа 1959 года;
- Медаль «За трудовое отличие»;
- Медаль «За доблестный труд в Великой Отечественной войне 1941—1945 гг.»;
- Звание «Почётный железнодорожник».

## Память
- На доме № 26 по улице Пушкина в Канаше установлена мемориальная табличка в память о Сергее Черникове.